# Стюарт, Джон Макдуал
Джон Мак-Доуэлл Стюарт (англ. John McDouall Stuart; 7 сентября 1815[…], Дайзуэрт — 5 июня 1866[…], Лондон) — шотландский путешественник, исследователь Австралии.
Родился в Дисарте (Файф, Шотландия) 7 сентября 1815 года. Образование получил в Шотландской морской и военной академии, однако в армии служить не остался и, получив специальность инженера, в двадцатитрёхлетнем возрасте эмигрировал в Австралию, поселился в Южной Австралии и работал по своей специальности.
Пользуясь расположением капитана Стёрта, Стюарт был привлечён им к исследовательским работам в Южной Австралии, в 1844—1845 годах сопровождал его в трудном походе в Квинсленд, когда Австралия впервые была пересечена по меридиану.
В мае 1858 года Стюарт предпринял первую самостоятельную экспедицию и исследовал районы западнее озера Торренс, поднялся к озеру Эйр, откуда прошёл на запад и в районе Кубер-Педи (на восточном краю Большой пустыни Виктория) обнаружил небольшой горный хребет, впоследствии названный его именем. Затем через озеро Гарднер спустился к побережью и вернулся в Аделаиду. Всего за пять месяцев им было пройдено около 2400 километров.
В 1859—1860 годах Стюарт исследовал земли на стыке Южной Австралии, Нового Южного Уэльса, Квинсленда и Северной территории. Во время экспедиций 1860—1861 годов Стюарт в компании всего двух спутников попытался пересечь Австралийский континент с юга на север, но смог дойти только до хребта Мак-Доннелл, который увидел первым из европейцев.

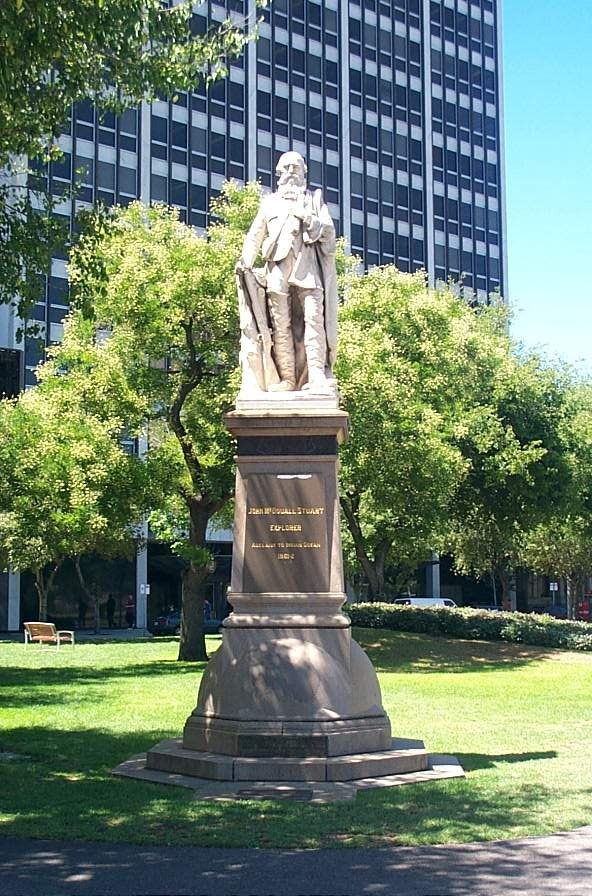
Памятник Стюарту в Аделаиде

По возвращении в Аделаиду, Стюарт принялся за организацию новой экспедиции с той же целью — пересечь Австралию с севера на юг. Стартовав в ноябре 1860 года, Стюарт пошёл уже проверенным маршрутом и дошёл до местности, впоследствии получившей название Ньюкасл-Уотерс; до побережья ему оставалось около 300 километров, но, поскольку у него оставалось крайне мало припасов и не рассчитывая их найти на побережье залива Карпентария, Стюарт снова вынужден был вернуться.
В декабре 1861 года Стюарт выступил в свою последнюю экспедицию на север; используя проверенный маршрут Стюарт вновь достиг Ньюкасл-Уотерса и оттуда двинулся к верховьям реки Ропер. В этом месте он решил идти не на восток к заливу Карпентария, а на северо-запад к заливу Ван-Димен. В конце июля Стюарт вышел к берегу моря немного восточнее Дарвина. Таким образом ему вторично, вслед за Чарльзом Стёртом, удалось совершить меридиональное пересечение Австралии.
В 1870—1872 годах по маршруту экспедиции Стюарта была построена линия трансконтинентального телеграфа Аделаида—Дарвин.
Сам Стюарт после этого путешествия уехал в Англию, проживал в Лондоне, где в 1864 году опубликовал книгу о своих путешествиях «Explorations in Australia».
Скончался в Лондоне 5 июня 1866 года.
Имя Стюарта до 1933 года носил посёлок Алис-Спрингс у подножия хребта Мак-Доннелл.